# عزيز العظمة
عزيز العظمة (1947-) هو كاتب ومفكر وباحث سوري ولد في دمشق ، حاصل على شهادة الدكتوراه في العلوم الإسلامية من جامعة أكسفورد بعد أن تخرج منها، وكذلك درس في توبنغن في ألمانيا.

## النشاة والمسيرة المهنية
ولد الاستاذ الدكتور عزيز العظمة في العاصمة السورية دمشق بتاريخ 27 يوليو 1947 ، وهو ينتمي لعائلة العظمة الدمشقية، إحدى اقدم الأسر السورية التي لعبت دوراً في السياسة والثقافة منذ العهد العثماني ، والتي من أبرز شخصياتها جده يوسف العظمة، وزير الحربية السوري الذي استشهد في معركة ميسلون (1920) ضد الاحتلال الفرنسي ، وقد عُرف بقراءاته النقدية، وهو من الأصوات الفلسفية الجريئة التي تصدت للتأويلات السائدة، وركّز في أعماله على تفكيك مفاهيم مثل الشرعية، الحداثة ، وقد درّس في جامعات جامعة بيروت العربية وجامعة الكويت ، ومنذ 1985 عمل بروفيسورًا للعلوم الإسلامية في جامعة الشارقة ، وقد درّس في مرحلتي البكالوريوس والدراسات العليا (مع تركيزه مؤخرًا على التدريس والبحث في مرحلة الدراسات العليا) في مختلف مجالات الدراسات التاريخية العربية والإسلامية ، في العصور الوسطى والحديثة، في جامعة أوروبا الوسطى، والجامعة الأميركية في بيروت ، وجامعة ييل ، وجامعة كولومبيا، وجامعة إكستر ، وجامعة كورنيل، وجامعة أكسفورد ، وجامعة كاليفورنيا (بركلي)، (حيث كان أستاذًا زائرًا)، وجامعة جورجتاون ، ومؤخرًا في معهد دراسة الحضارات الإسلامية التابع لجامعة آغا خان ، وقد خدم في مجالس إدارة تحرير العديد من المجلات الأكاديمية ، بما في ذلك مجلة التاريخ الوسيط ومجلة الدراسات العربية والإسلامية ، بالإضافة إلى ذلك تمت دعوتة إلى العديد من المؤتمرات والمحادثات والندوات والمحاضرات والندوات الدولية.

## أعماله
- الكتابة التاريخية والمعرفة التاريخية
- ابن تيمية.
- الماوردي.
- محمد بن عبد الوهاب.
- ابن خلدون وتاريخيته.
- أبو بكر الرازي.
- المسعودي.
- التراث بين السلطان والتاريخ.
- الإسلام والحداثة.
- العلمانية في الفكر العربي الحديث.[5]
- العرب والبرابرة.
- إفصاح الاستشراق والمستقبل العربي.
- الشعبوية ضد الديمقراطية (عن كتاب ديمقراطية من دون ديمقراطيين - سياسات الانفتاح في العالم العربي الإسلامي).

## الجوائز والتكريمات
- تونس : وسام الاستحقاق الجمهوري التونسي في مايو عام 1993.
- المجر : كرم في عام 2005 اثناء انعُقاد مؤتمر دولي في جامعة أوروبا الوسطى ، بودابست، بمناسبة الذكرى العاشرة لصدور كتاب "الإسلام والحداثة".